# Nepiometra
Nepiometra is een geslacht van haarsterren uit de familie Antedonidae.

## Soorten
- Nepiometra laevis (Carpenter, 1888)

Niet (meer) geaccepteerde namen
- Nepiometra parvula (C. Hartlaub, 1895) geaccepteerd als Fariometra parvula (C. Hartlaub, 1895)
- Nepiometra obscura (A.H. Clark, 1909) geaccepteerd als Fariometra obscura (A.H. Clark, 1909)
- Nepiometra alcyon (A.H. Clark, 1912) geaccepteerd als Fariometra alcyon (A.H. Clark, 1912)
- Nepiometra io A.H. Clark, 1918 geaccepteerd als Fariometra io (A.H. Clark, 1918)
- Nepiometra nicippe A.H. Clark, 1932 geaccepteerd als Fariometra nicippe (A.H. Clark, 1932)